# Motorbeveiliger

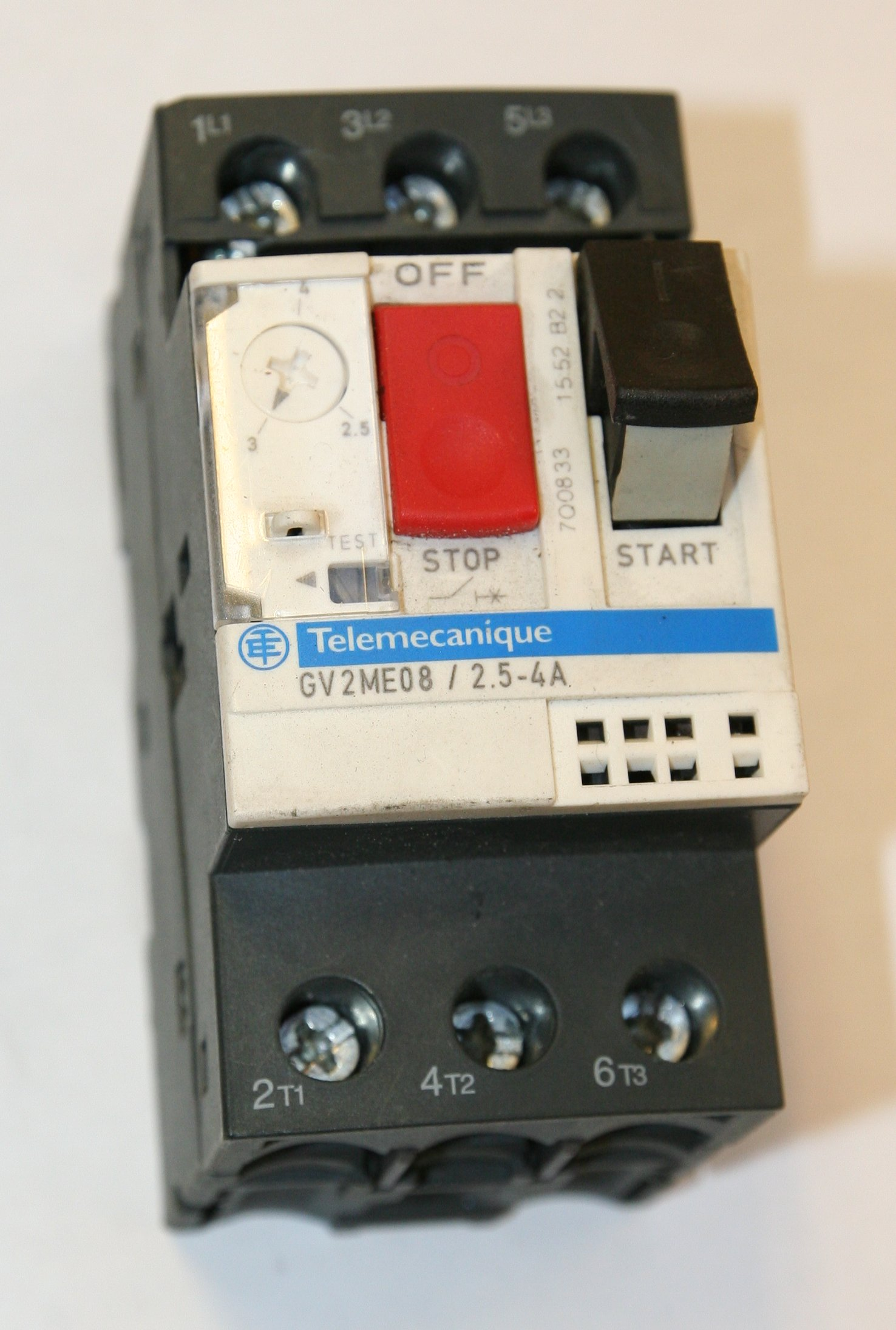
De directe motorstarter is een afzonderlijke motorbeveiliger waar je ook de elektromotor mee kunt in- en uitschakelen

Een motorbeveiliger is een thermisch-magnetisch relais dat de voeding naar de elektromotor uitschakelt bij overbelasting (thermisch) of wanneer er een kortsluiting optreedt tussen twee lijndraden (magnetisch). De motorbeveiliger wordt dan ook ingesteld op de nominale motorstroom. Er zijn twee uitvoeringen; de thermiek die aan de contactor geschroefd wordt en de afzonderlijke directe motorstarter die een bijkomende bediening heeft voor de hoofdcontacten.